# Рауль-Рошетт, Дезире
Дезире́ Рау́ль-Роше́тт (фр. Désiré Raoul-Rochette; 1790—1854) — французский археолог.
Был консерватором кабинета антиков и медалей в Парижской библиотеке, где читал лекции археологии, и непременным секретарем Парижской академии художеств. Исследования его касались отчасти новой истории различных народов и государств, отчасти истории античного искусства, и основывались как на критическом изучении печатных материалов и музейных памятников, так и на собственных изысканиях и открытиях Рошетта во время его путешествий в Италию, Сицилию, Грецию и Германию.
Почетный член СПб. АН c 09.10.1822.
Главные его сочинения

Lettres sur la Suisse, 1829

- «Histoire critique de l’établissement des colonies grecques» (1815),
- «Antiquités grecques du Bosphore cimmérien» (1822),
- «Monuments inédits d’antiquités figurées grecques, étrusques et romaines» (1828—1830),
- «Cours d’archéologie» (1828—1835),
- «Peintures antiques inédites» (1836),
- «Lettres archéologiques sur la peinture des Grecs» (1840),
- «Mémoires d’archéologie comparée asiatique, grecque et étrusque» (1848)
- «Choix de peintures de Pompéi» (1844—51).